# Conflito etíope-somali
O conflito etíope-somali foi uma disputa territorial e política nos territórios da atual Etiópia e Somália. Com duração a partir do final dos anos 1940 até 2009, as tensões culminaram em três guerras e inúmeros conflitos militares junto às fronteiras.

## Antecedentes

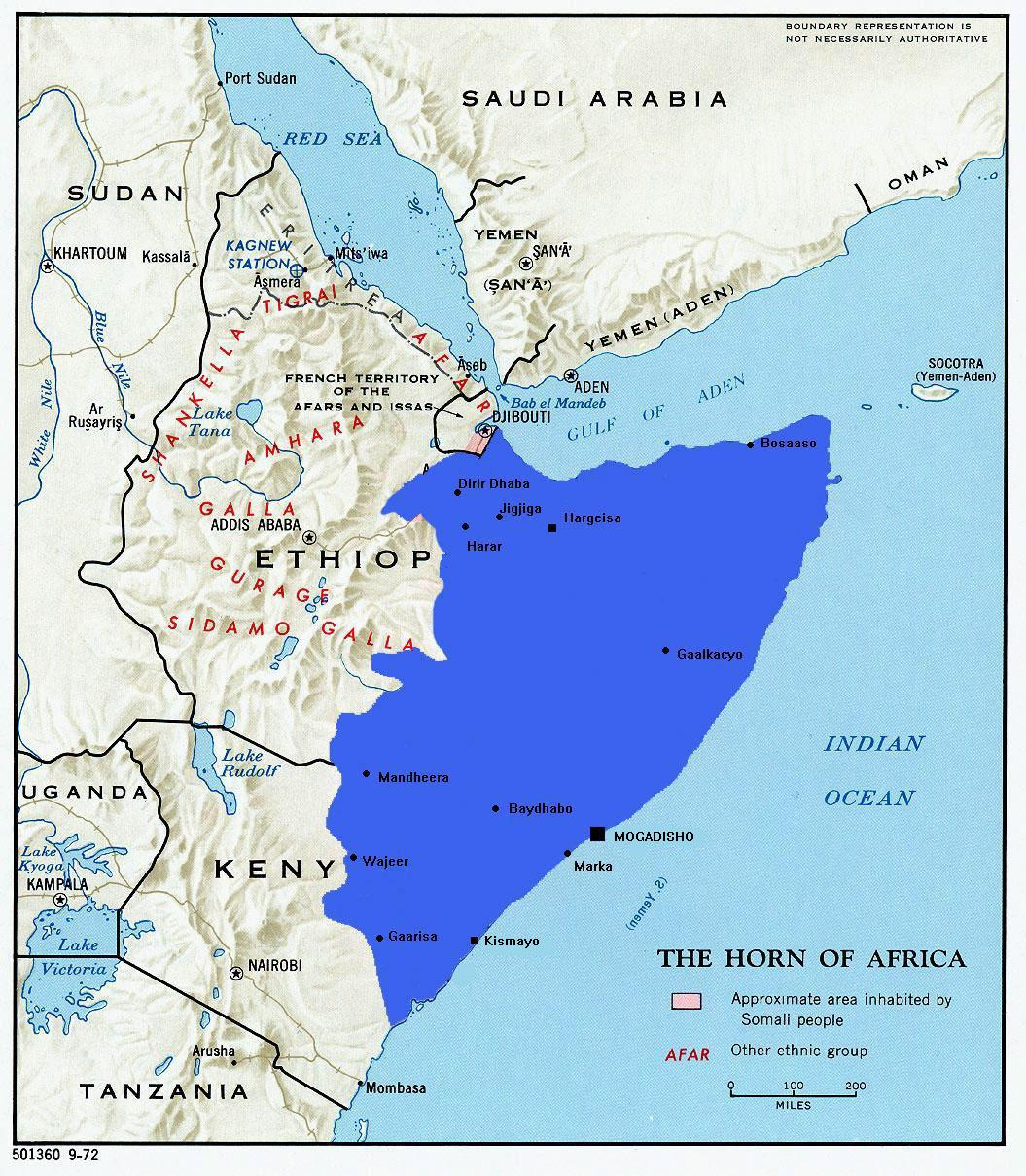
Grande Somália, que compreenderia Ogaden, na Etiópia, e a Província do Nordeste, no Quênia

Durante o século XVI, o Imame Amade ibne Ibraim Algazii (Ahmad Gurey ou Gragn) liderou a conquista da Abissínia (Futuh al-Habash), que trouxe três quartos da classe política cristã sob o domínio dos muçulmanos do Sultanato de Adal . Com um exército composto principalmente por somalis,  as forças de Algazi e seus aliados otomanos estiveram perto de extinguir o antigo Reino Etíope. No entanto, os abissínios conseguiram assegurar o apoio das tropas portuguesas de Cristóvão da Gama e manter a autonomia de seus domínios. No processo, ambos os sistemas políticos esgotaram seus recursos e mão de obra, o que resultou na contração das duas potências e nas dinâmicas regionais alteradas ao longo dos séculos vindouros. Muitos historiadores traçam as origens da hostilidade entre Somália e Etiópia para esta guerra. Alguns estudiosos também afirmam que esse conflito provou, através do uso em ambos os lados, o valor das armas de fogo, tais como as armas mais tradicionais, o mosquete de fecho de mecha, os canhões e o arcabuz. 
No século XIX, o rei etíope Menelique II invadiu a região habitada por somali de Ogaden. A decisão contribuiu diretamente para o nascimento de uma grande campanha anticolonial somali liderada pelo Estado Dervixe de Diiriye Guure. A política de Hassan finalmente desmoronou um quarto de século depois, em 1920, após um pesado bombardeio aéreo britânico.

## Conflito moderno

### 1948-1982
Em 1948, sob a pressão de seus aliados da Segunda Guerra Mundial e para o desespero dos somalis, os britânicos "devolveram" o Haud (uma importante área de pastagem somali que foi supostamente "protegida" por tratados britânicos com os somalis em 1884 e 1886) e o Ogaden para a Etiópia, com base em um tratado assinado em 1897, em que os britânicos cederam território somali para o imperador etíope Menelik em troca de sua ajuda contra os ataques por clãs somalis. A Grã-Bretanha incluiu a condição de que os habitantes somalis manteriam sua autonomia, mas a Etiópia imediatamente reivindicou soberania sobre a área.  Isto levou uma oferta mal sucedida pela Grã-Bretanha em 1956 de recomprar as terras somalis que havia entregue. O descontentamento com a decisão de 1948 conduziu a repetidas tentativas pelas partes somalis de reunificar a região de Ogaden cedida com os outros territórios somalis em uma Grande Somália. Discordâncias sobre a região disputada incluem:
- Disputa fronteiriça (1960-1964)
- Guerra de Ogaden (1977-1978)
- Conflito Fronteiriço de Agosto (1982) [9][10]
- Guerra transfronteiriça durante a época caótica liderada pelos senhores da guerra (1998-2000)[11]

### História da intervenção etíope (1998-2003)
A primeira incursão de tropas etíopes após a queda do governo central da Somália ocorreu em agosto de 1996. Em março de 1999, tropas etíopes teriam invadido a cidade fronteiriça somali de Balanballe em busca de membros do grupo Al-Ittihad Al-Islamiya, que vem combatendo para unir a região do leste etíope de Ogaden com a Somália.  Mais tarde, em abril de 1999, dois líderes somalis, Ali Mahdi e Hussein Aideed, afirmaram em um protesto oficial ao Conselho de Segurança das Nações Unidas, que tropas etíopes fortemente armadas entraram nas cidades de Beledhawo e Doolow numa sexta-feira, 9 de abril de 1999. Alegaram ainda que as tropas etíopes assumiram a administração local e prenderam as autoridades das cidades.  Em maio de 1999, soldados etíopes, com a ajuda de uma facção somali pró-etíope ocuparam a cidade de Luuq no sudoeste da Somália, perto da fronteira com a Etiópia e Quênia. No final de junho de 1999, soldados etíopes, apoiados por veículos blindados lançaram um ataque de Luuq que resultou na captura de Garba Harre na região de Gedo, que antes era controlada pela Frente Nacional Somali liderada por Hussein Aideed. O ataque foi aparentemente destinado a expulsar os rebeldes etíopes na Somália. 
Após a formação do Governo Nacional de Transição (GNT) na Somália em agosto de 2000, a Etiópia a princípio não reconheceu o governo interino e teria continuado seus ataques contra o Al-Ittihad e apoiado diferentes facções dos senhores da guerra, o que levou a relações muito tensas entre o governo etíope e o governo interino somali, caracterizada por acusações, negações e contra-acusações de ambos os lados.
Em janeiro de 2001, o primeiro-ministro da Somália, Ali Khalif Galaydh, acusou fortemente a Etiópia de armar facções de oposição ao governo, ocupar distritos somalis e aumentar a sua presença militar no país.  Mais tarde, afirmou que os soldados etíopes ocuparam as cidades da região sudoeste da Somália, e haviam detido e intimidado seus cidadãos; o governo etíope negou essas acusações. 
A Etiópia apoiou e é acusada de ter apoiado uma série de diferentes facções somalis em um momento ou outro. Entre elas estão o Conselho de Reconciliação e Restauração da Somália (SRRC), Muse Sudi Yalahow, General Mohammed Said Hersi Morgan (aliado ao Movimento Patriótico Somali ou SPM), Hasan Muhammad Nur Shatigadud e seu Exército de Resistência Rahanwein (RRA) e Abdullahi Yusuf Ahmed (ex-presidente da Puntland e atual presidente somali). Uma série de facções dos senhores da guerra somalis também se reuniam e formaram alianças frouxas na Etiópia. 
Relatórios do início de janeiro de 2002, indicaram que cerca de 300 soldados etíopes foram implantados em Garowe (capital de Puntland) com outras tropas etíopes se movendo supostamente para região vizinha de Bay e em torno de Baidoa. O governo etíope negou esses relatos e acusou o governo interino de espalhar "mentiras maliciosas" acerca da política etíope para a Somália. 
Os soldados etíopes atacaram novamente e temporariamente capturaram a cidade fronteiriça de Beledhawo na quarta-feira, 15 de maio de 2002, com a ajuda do SRRC após a cidade ter sido capturada por uma milícia rival. Durante a invasão, o comandante da milícia rival, o Coronel Abdirizak Issak Bihi, foi capturado pelas forças etíopes e levado através da fronteira para a Etiópia. Após o ataque, o controle da cidade foi entregue ao SRRC. No início de maio, o coronel Abdullahi Yusuf Ahmed havia retomado o controle de Puntland ao derrubar o seu rival Jama Ali Jama com a ajuda do exército etíope. 
Em fevereiro de 2003, o primeiro-ministro da Etiópia, Meles Zenawi, admitiu que tropas etíopes foram ocasionalmente enviadas para a Somália para combater o grupo militante islâmico Al-Ittihad e afirmou que o grupo estava ligado à Al-Qaeda. Alegou também que o governo da Etiópia tinha listas de integrantes da Al-Ittihad que eram, na época, membros do Governo Nacional de Transição e do Parlamento da Somália; uma alegação que o Presidente do GNT Abdiqasim Salad Hassan tem consistentemente negado. O presidente Hassan, por sua vez, acusou a Etiópia de desestabilizar a Somália, interferindo diariamente nos assuntos somalis e violando o embargo de armas à Somália através do fornecimento de armas para os senhores da guerra que se opõem ao governo de transição da época; a Etiópia negou essas acusações. 
Embora tenha sido feita uma tentativa de melhorar as relações entre a Etiópia e o GNT em junho de 2001, as relações realmente só melhoraram em 2004, quando Abdullahi Yusuf tornou-se o presidente do GNT. A partir de então, a Etiópia reverteu sua posição e passou a apoiar o governo interino, especialmente contra as várias milícias islâmicas na Somália, mais recentemente, a União das Cortes Islâmicas.

### Envolvimento em 2006
O envolvimento da Etiópia na Somália ganhou a atenção pública generalizada quando as tropas etíopes moveram-se para o território somali em 20 de julho de 2006. O governo interino da Somália estava então resistindo aos avanços por parte das forças da União das Cortes Islâmicas ao norte até a última cidade desocupada de Baidoa.
Um líder islâmico somali ordenou uma "jiade" para expulsar as tropas etíopes, depois que entraram no país para proteger o fraco governo interino, no entanto, os tribunais da xaria na Etiópia condenaram a declaração de guerra santa da UCI. Meles Zenawi concordou em retirar as forças etíopes com a chegada da União Africana. A Etiópia tem sido um aliado de longo prazo do presidente Abdullahi Yusuf e na década de 1990 ajudou a derrotar uma milícia islâmica liderada pelo Sr. Aweys.
Os últimos relatórios indicam que os soldados etíopes ocuparam Bardaale, 60 quilômetros e 40 milhas a oeste de Baidoa, um dia depois da UCI assumir o controle de Kismayo em 21 de setembro.